# Terremoto del Friul de 1976
El terremoto del Friul de 1976 tuvo lugar a las 21:00 hora local del 6 de mayo de 1976. La zona más afectada fue la situada al norte de Údine, con epicentro en los municipios de Osoppo y Gemona del Friuli y una intensidad de 6,4 grados en la escala de Richter, y de 10 en la escala de Mercalli. 
La sacudida, percibida en todo el norte de Italia, afectó principalmente a 77 municipios y a una población total de unos 60.000 habitantes, provocando 965 muertos y más de 45.000 damnificados. 
El 11 de septiembre de 1976, la tierra tiembla de nuevo: dos sacudidas a las 18.31 y a las 18.40 superan los 7,5 y los 8 grados en la escala de Mercalli. El 15 de septiembre de 1976 a las 9.21 se verifica otra sacudida de más de 8 grados en la escala de Mercalli. A pesar de una larga serie de réplicas, que continuaron durante varios meses, la reconstrucción fue rápida y completa, y se completó en unos 10 años.